# Cicle de vida dels documents
El Cicle de Vida dels Documents (Records life-cycle en anglès) són les etapes per les que successivament passen els documents des que es produeixen en l'arxiu de gestió i passen per l'arxiu central i / o intermedi, fins que s'eliminen o es conserven en un arxiu històric.

## Història
El concepte fou un principi establert per l'arxivística nord-americana durant els anys 30, després de la creació de l'Arxiu Nacional dels Estats Units (1934), significà que els documents tenen una vida similar a la d'un organisme biològic, el qual neix (fase de creació o producció), viu (fase de manteniment i ús) i mor (fase de selecció). El primer autor que va plasmar aquest principi fou Schellenberg, en el seu manual editat el 1956. Anys després aquest principi serà exportat a Europa, on s'introduirà a través de França. Aquest terme defineix la vida dels documents des de la seva creació en el curs d'una tramitació administrativa, fins al moment en què es decideix la seva eliminació o conservació definitiva. La complexitat creixent de les administracions contemporànies provoquen una inflació documental que impliquen un tractament adequat de la documentació, ja que es creen gran quantitat de documentació tant en paper com digitalment, que sense un procés de bona gestió, porta al caos documental, i pèrdua o emmagatzematge innecessari de documents. Les administracions generen gran quantitat de documents, cosa que fa que sigui difícil la seva recollida, conservació i eliminació racional dels documents. Per canalitzar totes aquestes tones de documents i servir la instàncies testimonials i informatives sobre aquests, va aparèixer aquesta teoria de les tres etapes o edats. Els arxius, vistos com una mateixa realitat continua i evolutiva, encara que en tres edats diferents, era una resposta de l'arxivística a l'allau creixent de documents contemporanis als arxius històrics tradicionals, una nova manera i més intensa de les relacions entre l'administració i els arxivers. Aquesta concepció per etapes redistribuïda amb criteris d'eficàcia, responsabilitats arxivístiques de recollida, identificació, valoració, conservació, descripció i serveis en les tres edats, descarregant la tercera edat. Això ha provocat que l'arxivística no sols es preocupi per la documentació històrica sinó per tot el cicle vital dels documents; des de la seva gestió en els oficines fins a la seva conservació definitiva per a la història amb tots els seus passos intermedis; en conseqüència, l'àmbit d'acció dels arxivers s'estén i es converteix també en tècnic de l'administració. A més, no només es redueix a l'àmbit de les institucions públiques sinó també s'estén al món de les empreses i als arxius privats. Pel que fa als arxivers tinguin una gran quantitat de feina i hagin d'obrir el seu coneixement per poder abastir totes les tipologies documentals que creen les administracions i les institucions.

## Fases
El document posseeix un valor primari o jurídic des del moment mateix del seu naixement, per sol fet de formar part de la gestió d'una activitat humana determinada. Aquest procés en molts casos es manifesta mitjançant la redacció escrita. El valor primari que posseeix un document es fa servir per donar garantia i prova a l'acció desenvolupada i s'anomena valor administratiu. El valor administratiu pot perdre vitalitat en el temps, però tot i així també comporta un valor paral·lel, el legal, jurídic o probatori, que de vegades prescriu i d'altres no prescriu mai.
Cal tenir sempre present que els valors dels documents són innats, es manifesten amb el pas dels temps i estan molt relacionats amb els cicle de vida documental, és a dir, amb les edats dels documents i, alhora, amb les etapes de l'arxiu, ja que són aspectes simultanis.
Sobre la contribució de Schellenberg amb el valor primari i secundari, l'arxiver belga Carlos Wyffels formulà la teoria de les tres edats dels documents: les dues primeres fases, la fase activa i semi-activa s'associen al valor primari i la fase històrica o de valor permanent, al valor secundari.
Segons la LLEI 10/2001, de 13 de juliol, d'arxius i documents, DOGC núm. 3437, del 24 de juliol de 2001. Es poden identificar tres fases en la vida dels documents: Fase activa, Fase semi-activa, Fase inactiva o històrica.
El codi d'ètica professional del Consell Internacional d'Arxius, punt 5, estableix: "els arxivers han de garantir un adequat tractament dels documents al llarg del seu cicle de vida i col·laborar amb els productors dels mateixos en la solució dels problemes que plantegen els nous suports i les noves pràctiques de gestió de la informació (...)”. Això implica l'anàlisi de les necessitats de les administracions, l'establiment d'un calendari de conservació, el disseny racional dels documents, la protecció dels documents essencials, l'organització i el tractament dels documents, l'eliminació o transferència als arxius definitius. Així, la funció arxivística estableix un conjunt de normes, mètodes i sistemes que regeixen la vida dels documents durant la seva creació, utilització, conservació o eliminació definitiva. És el que es coneix amb el nom de sistema de gestió documental. El fet que la funció arxivística la planteja de manera integrada ens permet establir tres fases o edats en el cicle de vida dels documents d'arxiu.
| Fase activa                                                                                        | Fase semiactiva | Fase inactiva o històrica |
| -------------------------------------------------------------------------------------------------- | --- | --- |
| Documentació administrativa que una unitat tramita o utilitza habitualment en les seves activitats | Documentació administrativa que, un cop conclosa la tramitació ordinària, no és utilitzada d'una manera habitual per la unitat que l'ha produïda en la seva activitat | Documentació administrativa que, un cop conclosa la vigència administrativa immediata, posseeix valors primordialment de caràcter cultural o informatiu |
| Es consulten sovint, i tenen un alt valor administratiu, legal i fiscal.                           | Consulta poc habitual, els documents ja han perdut gran part del seu valor administratiu, fiscal i legal i comencen a guanyar valor històric i testimonial.           | Consultes esporàdiques. Gran valor històric i testimonial.                                                                                              |
| Arxiu d'oficina o Dependència productora                                                           | Arxiu administratiu | Arxiu històric |
| Conservació a l'Arxiu d'oficina 5 anys des de la seva creació                                      | 15 -30 anys | 30 -50 anys i cap a l'arxiu històric després de la selecció de forma permanent                                                                          |

## Record Continuum
El model de record continuum es basa en la teoria del cicle de vital dels documents i considera la gestió de documents com un procés continu des del moment de la seva creació fins a la seva disposició.
Richard Berner de la Universitat de Washington va proposar un únic registre de gestió d'arxius-objectius, diu: ""responsible records use and administration leading to either authorized destruction or archival preservation and administration." (“Ús responsable dels registres i l'administració que condueix a la destrucció ja sigui autoritzada o la preservació dels arxius i l'administració") Els professionals de la gestió dels registres i arxius segurament estan treballant amb el mateix objectiu: la gestió eficaç de la informació registrada a través de totes les etapes del procés continu, des de la creació fins a la seva eliminació. La gestió eficaç de la informació registrada (Berner ho anomena "responsible records use and administration" "ús responsable dels registres i l'administració") requereix una constant cooperativa entre l'administrador d'arxius i l'arxivística amb el fi de: 
- Garantir la creació de registres adequats, que contenen la informació correcta, en el format adequat.
- Organitzar els registres i analitzar el seu contingut i significació per facilitar la seva disponibilitat.
- Posar a disposició sense demora als (administradors i investigadors) que tenen el seu dret i la seva obligació de veure'ls.
- Sistemàticament disposar de registres que ja no són necessaris, i protegir i preservar la informació durant el temps en què es pot ser necessari, (i si cal per sempre).

No hi ha uns compartiments estancs amb una separació definitiva de responsabilitats en cada etapa sinó que la relació entre les etapes és molt més fluida. Cada document presenta característiques diferents d'acord amb 4 dimensions: creació, captura, organització i pluralització.